# Aerobot

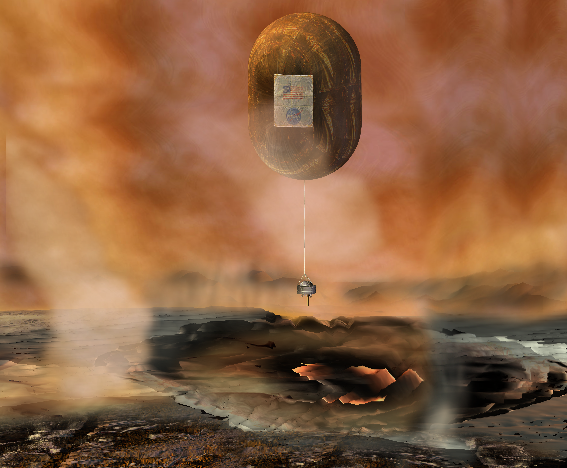
El módulo de aterrizaje Venus In-Situ Explorer propuesto lanzaría un globo meteorológico

Un aerobot es un robot aéreo normalmente utilizado en el contexto de sondas espaciales no tripuladas, o vehículos aéreos no tripulados. 
Desde la década de los 60, el trabajo se ha centrado en el diseño de robots “rovers” para explorar la Luna y otros planetas del Sistema Solar, pero estos vehículos han demostrado tener limitaciones. Suelen ser bastante costosos, el rango de operación en cuanto a la superficie del cuerpo celeste a estudiar es muy limitado y, debido al retraso de las comunicaciones a causa de la distancia a la que se encuentra el vehículo, han de ser suficientemente inteligentes para pilotarse a sí mismo sin provocarse daños.
En planetas con atmósfera, sea cual sea su composición, existe una alternativa: un robot aéreo autónomo, o “aerobot”. La mayoría de las propuestas de aerobots están basadas en aerostatos que son normalmente globos y, ocasionalmente, dirigibles. Al sobrevolar cualquier obstáculo, un globo puede explorar grandes regiones de un planeta de manera precisa a un coste relativamente bajo. También ha sido propuesto el uso de aviones en exploración planetaria.

## Fundamentos de los globos
Aunque la idea de enviar un globo a otro planeta parezca extraña inicialmente, los globos tienen un gran número de ventajas para la exploración planetaria. Son ligeros y su coste es relativamente bajo. Además, son capaces de explorar una gran cantidad de terreno, que pueden examinar con mucho más detalle que un satélite en órbita, debido a la altura a la que vuelan. En misiones de exploración, el no poder controlar su dirección no es su mayor desventaja, ya que generalmente no necesitan ser dirigidos a una localización específica.
El diseño de globos para misiones planetarias implica algunos conceptos originales. Uno de ellos es el globo Montgolfiere solar o de infrarrojos. Es un globo de aire caliente cuya envoltura está hecha de un material que capta calor de los rayos solares, o del calor que radia la superficie de un planeta. El color negro es el mejor para absorber calor, pero otros factores han de ser tenidos en cuenta y el material no ha de ser necesariamente de dicho color.
El globo Montgolfiere cuenta con varias ventajas para la exploración planetaria, ya que son más fáciles de implementar que un globo de gas ligero, no requieren necesariamente un depósito de gas, y permiten pequeñas pérdidas. Como desventaja cabe destacar que solamente pueden volar durante las horas del día.
Otro concepto de globo es el de “fluido reversible”. Está compuesto por una envoltura conectada a un depósito, el cual contiene un fluido que se puede evaporar fácilmente. El globo puede subir transformando el fluido en gas, y descender condensando el gas de nuevo en fluido. Existen varias maneras de implementar este esquema, pero el principio físico es el mismo en todos los casos. 
Un globo diseñado para exploración planetaria debe llevar una pequeña góndola que contenga la instrumentación de medida, el sistema de potencia y los subsistemas de control y comunicaciones. Debido las restricciones de peso y de suministro de energía, el subsistema de comunicaciones será generalmente pequeño y de baja potencia, y las comunicaciones interplanetarias se realizarán a través de una sonda orbitando en el planeta actuando como repetidor.
Un Montgolfiere solar se desinflará por la noche, por lo que deberá tener una cuerda a modo de guía unida a la parte inferior de la góndola que se enrollará en la superficie y anclará el globo durante las horas de oscuridad. La cuerda guía estará fabricada de materiales de baja fricción para evitar quedar atrapada o engancharse en los diferentes accidentes geográficos que presenta la superficie.
En lugar del sistema formado por la góndola y la cuerda guía, el globo podría llevar una “serpiente” instrumentada más gruesa, que combine las funciones de las dos anteriores. Este diseño es idóneo para hacer medidas directas sobre la superficie.
El globo también podría estar anclado en un mismo lugar para realizar observaciones atmosféricas. Estos globos estáticos son conocidos como “aerostatos”.
Uno de los aspectos más complicados de las operaciones planetarias con globos es su puesta en servicio. Normalmente, el aerobot entra en la atmósfera planetaria en un “aeroescudo” o “aeroshell” (un escudo térmico con forma de cono plano). Después de la entrada atmosférica, un paracaídas extrae la estructura del globo del aeroescudo, el cual cae lejos en la superficie del planeta. Es entonces cuando la estructura del globo se despliega y se infla.
Una vez operativo, el aerobot es capaz de llevar a cabo su misión de forma autónoma, recibiendo solo unos pocos comandos generales de la Tierra. El globo podrá navegar en tres dimensiones, adquirir y guardar datos científicos, realizar control de vuelo variando su altitud e incluso aterrizar en lugares específicos para proporcionar una investigación más detallada.

### Los globos del programa Vega

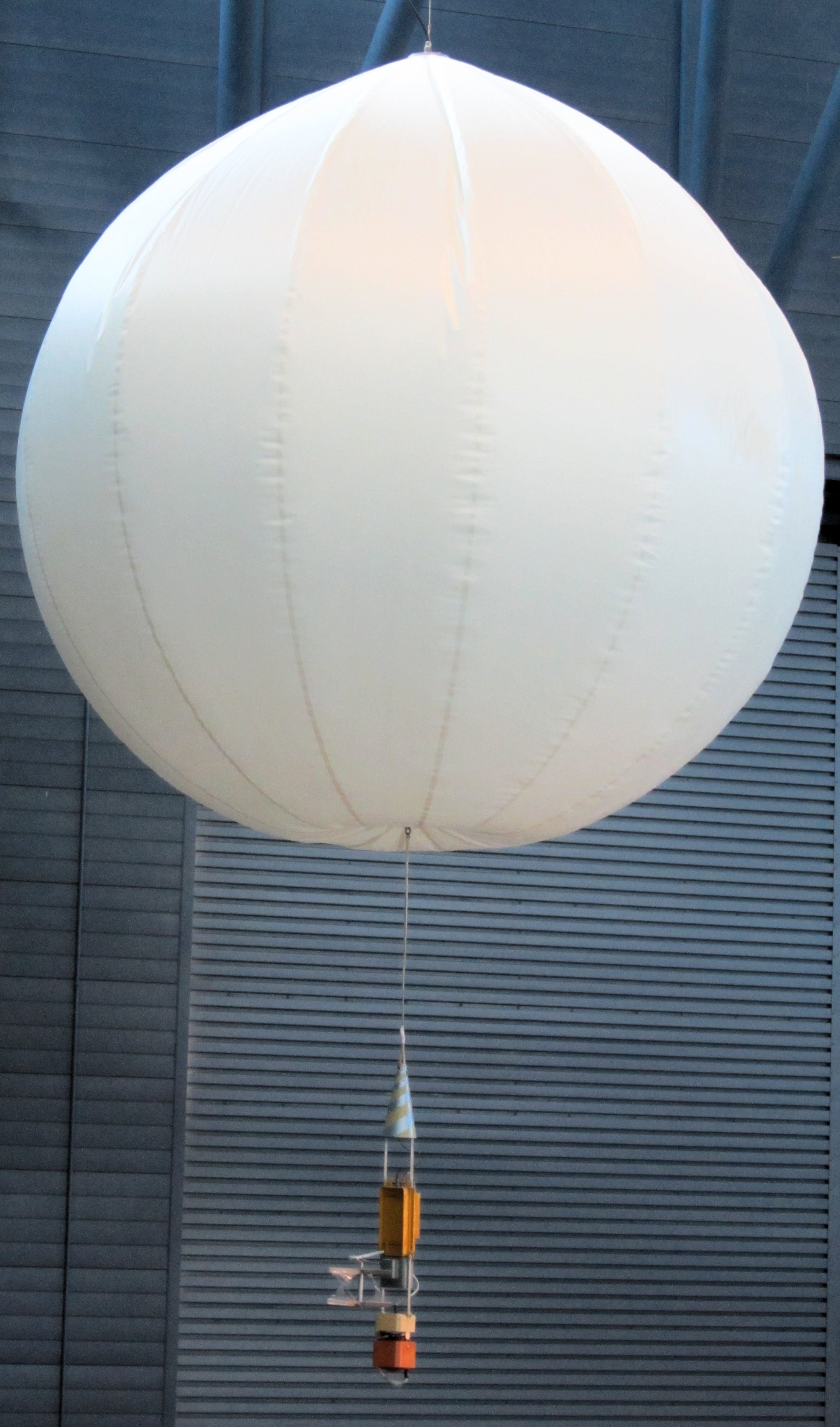
Sonda del globo Vega en exhibición en el Udvar-Hazy Center de la Institución Smithsonian.

La primera, y hasta ahora la única, misión de globos planetaria fue realizada por el Instituto de Investigaciones Espaciales de la Academia Soviética de Ciencias en colaboración con el Centro Nacional de Estudios Espaciales francés (CNES) en 1985. Un globo pequeño, similar en apariencia a los globos meteorológicos terrestres, fue transportado en cada una de las sondas soviéticas Vega Venus, lanzadas en 1984.
El primer globo se introdujo en la atmósfera de Venus el 11 de junio de 1985, y el segundo cuatro días después. El primero falló tras 56 minutos, pero el segundo se mantuvo operativo durante algo menos de dos días terrestres, hasta que sus baterías se agotaron.
Los globos Vega Venus fueron idea de Jacques Blamont, científico principal en el CNES y considerado el padre de la exploración planetaria usando globos. Apoyó enérgicamente este concepto y consiguió apoyo internacional para el proyecto.
Los resultados científicos de las sondas Vega Venus fueron modestos. Lo más importante es que quedó demostrada claramente la utilidad de globos en exploración planetaria.

### Aerobots y la exploración de Marte
Después del éxito de los globos Vega Venus, Blamont se centró en una misión más ambiciosa de exploración de Marte, para ser transportado en una sonda espacial soviética.
La presión atmosférica en Marte es aproximadamente 150 veces menor que en la Tierra. En este tipo de atmósfera delgada, un globo con un volumen de entre 5,000 y 10,000 metros cúbicos (entre 178,500 y 357,000 pies cúbicos) podría llevar una carga de 20 kilogramos (44 libras), mientras que un globo con un volumen de 100,000 metros cúbicos (3,600,000 pies cúbicos) podría llevar 200 kilogramos (440 libras).
Blamont ha dirigido experimentos con Montgolfieres solares, realizando en torno a 30 vuelos desde finales de la década de los 70 hasta principio de los 90. Los Montgolfieres volaron a una altitud de 35 kilómetros, donde la atmósfera terrestre es tan fina y fría como la de Marte, y uno de ellos estuvo en vuelo durante 69 días, dando dos veces la vuelta a la Tierra.
Los primeros conceptos sobre el globo de Marte se centraron en un sistema de “globos dobles”, con uno de ellos sellado y relleno de hidrógeno o helio atado a un Montgolfier solar. El globo de gas ligero está diseñado para mantener en vuelo al Montgolfier durante la noche. Durante el día, el Sol calentaría el globo solar, provocando que el sistema se elevase.
Finalmente, se decide por un globo de helio fabricado de película de PET aluminizada, y con un volumen de 5,500 metros cúbicos (196,000 pies cúbicos). El sistema se elevaría con el calor durante el día, y descendería cuando se enfriara por la noche.
La masa total de la estructura del globo era de 65 kilogramos (143 libras), con una góndola de 15 kilogramos (33 libras) y una cuerda guía instrumentada de 13,5 kilogramos (30 libras). Tenía previsto una operatividad de 10 días. Desafortunadamente, a pesar del considerable trabajo realizado en el globo y sus subsistemas, los problemas con la financiación Rusia impidieron su lanzamiento en 1992, 1994 y 1996. Finalmente, el globo se eliminó del proyecto debido a su coste.

## Experimentos con aerobots del JLP (NASA)
Por esta época, el Laboratorio de Propulsión a Chorro (JLP, por sus siglas en inglés) de la NASA empezó a interesante en la idea de aerobots planetarios y, de hecho, un equipo dirigido por Jim Cutts del JLP ha estado trabajando en ideas para aerobots planetarios durante varios años,  además de realizar experimentos para validar la tecnología de los aerobots.
El primero de este tipo de experimentos se centró en una serie de globos de fluido reversible, bajo el nombre de proyecto ALICE («Altitude Control Experiment»). El primero de estos globos, el ALICE 1, voló en 1993. El último vuelo, del ALICE 8, se produjo en 1997.
Trabajos relacionados incluyeron la caracterización de materiales para la envoltura de un globo para Venus, y los vuelos de dos globos en 1996 para probar la instrumentación bajo el nombre de BARBE ("Balloon Assisted Radiation Budget Equipment").
En 1996, el JPL trabajó en un experimento de un aerobot completo denominado PAT ("Planetary Aerobot Testbed", o “banco de pruebas de aerobot planetario”), el cual tenía como objetivo demostrar las capacidades de aerobots planetarios en vuelos en la atmósfera terrestre. La idea del PAT era un globo de fluido reversible con una carga útil de 10 kilogramos que podría incluir subsistemas de navegación y cámara, y al final podría operar de forma autónoma. El proyecto se volvió demasiado ambicioso, y fue cancelado en 1997. El JLP continuó trabajando en experimentos más especializados y de bajo coste orientados al diseño de un aerobot para Marte, bajo el nombre de MABVAP ("Mars Aerobot Validation Program"). Estos experimentos incluyeron soltar sistemas de globos desde globos de aire caliente y helicópteros para validar la fase de despliegue en una misión planetaria, y el desarrollo de envolturas para globos de superpresión con materiales y estructuras adecuadas para misiones de larga duración en Marte.
El JLP también proporcionó un conjunto de sensores de navegación y atmosféricos para los vuelos del globo Solo Spirit alrededor del mundo, para de este modo respaldar las misiones con globos y validar tecnologías para aerobots planetarios.
Mientras estas pruebas y experimentos se llevaban a cabo, el JLP realizó una serie de estudios especulativos para misiones de aerobots planetarios en Marte, Venus, la luna de Saturno, Titán, y otros planetas exteriores.

### Marte
Los experimentos MABVAP del JLP fueron ideados para realizar una misión con un aerobot a Marte (MABTEX - "Mars Aerobot Technology Experiment", experimento tecnológico con aerobot para Marte). Como su nombre indica, MABTEX fue inicialmente diseñado para probar la tecnología operacional como precursora de esfuerzos más ambiciosos. Este fue concebido como un pequeño globo de superpresión, que sería transportado a Marte en una “microsonda” cuyo peso no sobrepasaría los 40 kilogramos (88 libras). Una vez en la atmósfera, el globo no debería de pesar más de 10 kilogramos (22 libras) y debería estar operativo durante una semana. Una pequeña góndola contendría la electrónica de navegación y control, con un sistema de imagen estéreo además de un espectrómetro y un magnetómetro.
Tomando el MABTEX como base, se pretende diseñar un aerobot mucho más sofisticado denominado MGA ("Mars Geoscience Aerobot"). Diseños conceptuales para el MGA se basan en un sistema de globo de superpresión como la del MABTEX, pero mucho más grande. El MGA podría llevar una carga útil 10 veces superior al de su predecesor y podría mantenerse en vuelo durante tres meses, dando la vuelta a Marte más de 25 veces, y cubriendo una distancia de unos 500,000 kilómetros (310,000 millas). La carga útil incluiría equipamiento sofisticado, como un sistema de imagen estéreo de ultra-alta resolución, con posibilidad de formar imágenes oblicuamente; una sonda radar para buscar agua subterránea, un espectroscopio de infrarrojos para la búsqueda de minerales importantes, un magnetómetro, e instrumentos meteorológicos y atmosféricos. El MABTEX podría ser seguido en cada vuelta por un pequeño dirigible alimentado por energía solar denominado MASEPA  ("Mars Solar Electric Propelled Aerobot").

### Venus
El JPL también ha realizado estudios similares en aerobots para Venus. Un VEBTEX (“Venus Aerobot Technology Experiment”, experimentación técnica con aerobots para Venus) ha sido considerado un experimento para validación tecnológica, pero parece haberse centrado más en misiones completamente operativas. Una de las misiones, el aerobot multisonda Venus o VAMS (“Venus Aerobot Multisonde”), plantea un aerobot actuando a una altitud por encima de 50 kilómetros (31 millas)  que podría soltar sondas en objetivos específicos de la superficie. El globo podría retransmitir la información de las sondas directamente a la Tierra, además de recoger datos del campo magnético planetario y otra información. El VAMS no requeriría ninguna tecnología nueva y podría ser apropiado para el programa Discovery de la NASA.
Asimismo, se ha realizado trabajo importante en una idea más ambiciosa; el “Venus Geoscience Aerobot” o VGA. Diseños del VGA plantean un globo relativamente grande de fluido reversible, lleno de helio y agua, que podría descender a la superficie de Venus para tomar muestras y elevarse de nuevo a gran altura para enfriarse.
Desarrollar un aerobot resistente a las altas presiones y temperaturas de la superficie de Venus (hasta 480 grados Celsius, o 900 grados Fahrenheit) que sea capaz de atravesar nubes de ácido sulfúrico, necesitará de nuevas tecnologías. En 2002, se esperaba que el VGA estuviera listo a finales de la siguiente década. Un prototipo de envoltura de globo fue fabricado en polibenzoxazole, un polímero que exhibe gran fuerza, resistencia al calor y pequeñas fugas para gases ligeros. A la película de polímero se le aplica un recubrimiento de oro para que pueda resistir la corrosión de las nubes de ácido. 
También se ha trabajado en la góndola del VGA, la cual pesaría en torno a 30 kilogramos (66 libras). En este diseño, la mayoría de los instrumentos se encuentran dentro de un recipiente esférico resistente a la presión (hasta 100 atmósferas, manteniendo temperaturas internas por debajo de 30 ⁰C incluso en la superficie de Venus), con un escudo externo de titanio y otro interno de acero inoxidable. El recipiente contiene una cámara de estado-sólido y otros instrumentos como los sistemas de control de vuelo y comunicaciones. Está unido a la parte posterior de una “cesta” hexagonal de paneles solares y ésta, a su vez, se une con el sistema del globo; y está rodeado por un anillo de tuberías que actúan como intercambiador de calor.  Una antena de comunicaciones para banda S se monta en el borde de la cesta, y una antena de radar para estudios de la superficie se monta en un mástil.
La Venus Atmospheric Maneuverable Platform (VAMP) es un concepto de misión de las compañías aeroespaciales Northrop Grumman y LGarde para una aeronave inflable semiflotante propulsada, de larga duración que exploraría la atmósfera superior de Venus en busca de biofirmas y mediciones atmosféricas.

### Titán
Titán, la luna más grande de Saturno, es un objetivo atractivo para los aerobots de exploración. Cuenta con una atmósfera de nitrógeno cinco veces más densa que la de la Tierra y posee una niebla fotoquímica de compuestos orgánicos que ocultan la superficie de los sensores visuales. Un aerobot podría ser capaz de penetrar esta neblina para estudiar la superficie de la luna y buscar moléculas orgánicas complejas. La NASA ha esbozado varios conceptos diferentes de misiones con aerobots en Titán, bajo el nombre de “Titan Biologic Explorer” (exploración biológica de Titán).
Uno de estos conceptos, conocido como “Titan Aerobot Multisite”, involucra un globo de fluido reversible lleno de argón que podría descender desde gran altitud a la superficie de la luna, realizar medidas y elevarse de nuevo a gran altura para realizar medidas y desplazarse a distintos lugares. Otro concepto, el “Titan Aerobot Singlesite”, podría usar un globo de superpresión que seleccionaría un solo lugar, expulsaría la mayoría de su gas y estudiaría en detalle el lugar.
Una variación ingeniosa de este esquema, conocido como “Titan Aerover”, combina los conceptos de aerobot y rover. Este vehículo se caracteriza por una estructura triangular que conecta tres globos, cada uno de dos metros de diámetro. Después de la entrada en la atmósfera de Titán, el aerover permanecería ahí hasta encontrar un lugar interesante; entonces expulsaría helio para descender a la superficie. Los tres globos podrían servir de flotadores o ruedas, según fuera necesario. El JPL ha construido un prototipo simple que parece tres balones de playa en una estructura tubular.
Independientemente de la forma que tome la misión, el sistema podría requerir un generador termoeléctrico de radioisótopos como fuente de energía. La energía solar podría no ser viable a la distancia de Saturno y con la niebla de Titán, y unas baterías no serían adecuadas para esta misión. El aerobot podría transportar un laboratorio químico en miniatura para buscar organismos químicos complejos.
Fuera del JPL, otras misiones para estudiar Titán proponen aeronaves (MIT y NASA Glenn) y un aeroplano (NASA Ames).

### Júpiter
Finalmente, los aerobots se podrían utilizar en la atmósfera de Júpiter y otros planetas gaseosos. Como las atmósferas de estos planetas están compuestas en su mayoría por hidrógeno, y como no existe un gas más ligero que este, el tipo de aerobot podría ser un Montgolfiere. Como la luz del sol es muy débil a esas distancias, el aerobot obtendría la mayoría del calor de la energía infrarroja radiada por el planeta.
Un aerobot para Júpiter podría operar a altitudes donde la presión del aire sea desde una a diez atmósferas, descendiendo ocasionalmente para realizar estudios detallados. Podría realizar medidas atmosféricas y enviaría imágenes y medidas remotas de fenómenos meteorológicos, como la Gran Mancha Roja de Júpiter. También podría soltar sondas en la atmósfera y retransmitir sus datos a una nave en órbita antes de que dichas sondas sean destruidas por la temperatura y la presión.

## Aeronave planetaria

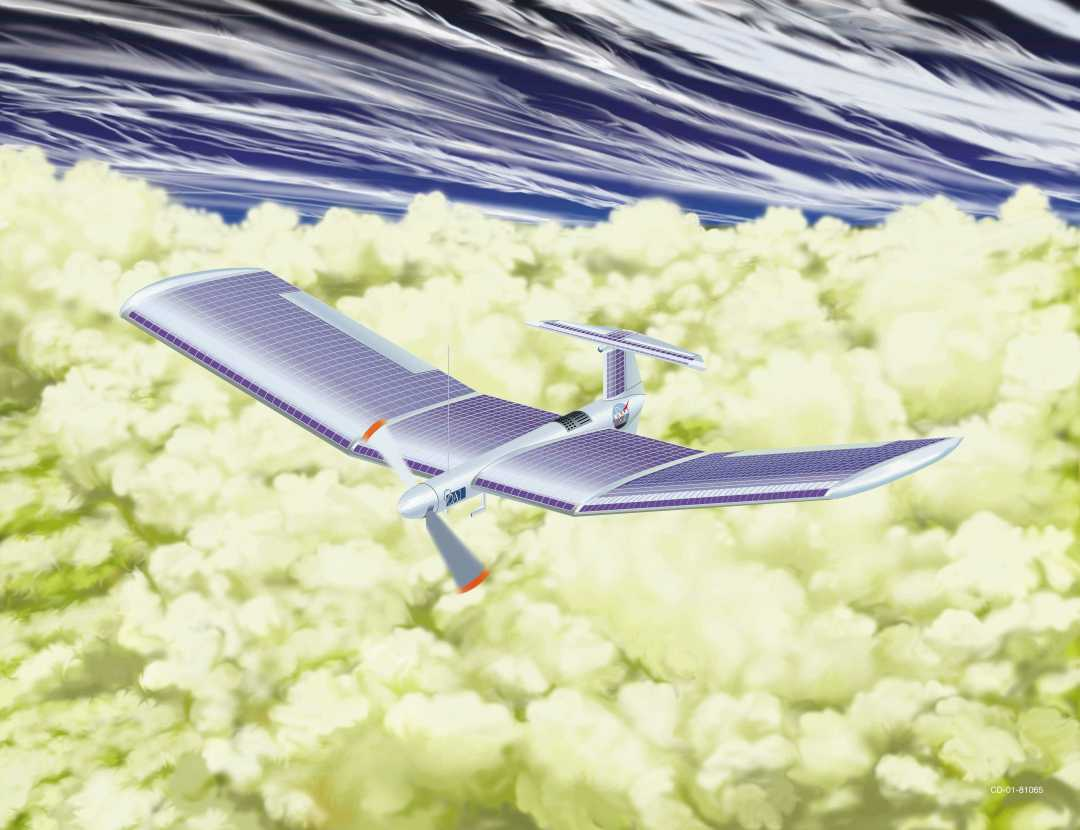
Concepción artística para un avión en Venus.

Conceptos de aeronaves con alas han sido propuestos para la exploración de la atmósfera de Marte, Venus, Titán, e incluso Júpiter.
Los principales retos técnicos para volar en Marte incluyen:
1. Comprender y modelar el bajo número de Reynolds y el alto número Mach en aerodinámica.
2. Construir diseños de aeronaves y aeroestructuras apropiadas para Marte.
3. Dominar la dinámica para el despliegue del aeroescudo en descenso en la entrada a la atmósfera.
4. Integrar un subsistema de propulsión sin flujo de aire dentro del sistema.

Un concepto de aeronave, el ARES, fue seleccionado para realizar un estudio detallado del diseño como uno de los cuatro finalistas para el programa “Mars Scout” de la NASA, pero finalmente no fue escogido en favor de la misión Phoenix. En el estudio del diseño, varias aeronaves se probaron en las condiciones atmosféricas de Marte.